# 魂系列
魂系列（又译作）是指數款由From Software開發的動作角色扮演遊戲之統稱。該系列包含了2009年發售於PlayStation 3平台的《惡魔靈魂》與自2011年開啟的新系列《黑暗靈魂》，《黑暗靈魂系列》後有2014年的《黑暗靈魂II》和2016年的《黑暗靈魂III》兩款續作。這幾款中除了《黑暗靈魂II》為谷村唯監製外，其餘作品都是由宮崎英高所監製。截至2020年，《魂系列》的累計出貨量已超過2870萬份。
魂系列的遊戲系統皆為第三人稱視角，遊戲中充滿各種武器、魔法與稀奇古怪的敵人，以及可深入探索的世界。玩家可以和充滿特色的NPC進行互動，在仿照中世紀歐洲的架空世界中自由探索，越過地形險阻、戰勝奇異的小怪和BOSS，在過程中劇情可能會直接或間接展開。本系列常以高難度為一項特點，對於這種門檻各方評價不一，讚賞與批評皆有。

## 魂系列遊戲
| 2009 | 惡魔靈魂          |
| 2010 |                   |
| 2011 | 黑暗靈魂          |
| 2012 | 黑暗靈魂 DLC      |
| 2013 |                   |
| 2014 | 黑暗靈魂II        |
| 2014 | 黑暗靈魂II DLC1~3 |
| 2015 | 黑暗靈魂II 強化版 |
| 2016 | 黑暗靈魂III       |
| 2016 | 黑暗靈魂III DLC   |
| 2017 | 黑暗靈魂III DLC2  |
| 2018 | 黑暗靈魂 復刻版   |
| 2019 |                   |
| 2020 | 惡魔靈魂 重製版   |

- 《惡魔靈魂》 (Demon's Souls)，2009年。
  - 《惡魔靈魂 重製版》，2020年。
- 《黑暗靈魂》 (Dark Souls)，2011年。
  - 《黑暗靈魂 復刻版》 (Dark Souls: Remastered)，2018年。
- 《黑暗靈魂II》 (Dark Souls II)，2014年。
  - 《黑暗靈魂II 強化版》 (Dark Souls II: Scholar of the First Sin)，2015年。
- 《黑暗靈魂III》 (Dark Souls III)，2016年。

## 類魂遊戲
類魂遊戲 (Soulslike Games)：玩家與媒體習慣將這類型遊戲統稱作「魂系」（類魂）或「Soulsborne」（魂系列與《血緣詛咒》組合的新名詞）。雖然與魂系列並無直接關聯，但在遊戲機制與設計理念上或多或少繼承了魂系列的要素。
- 同樣由FromSoftware製作的《國王密令》系列被認為是魂系列的精神前作，對於魂系列的設計理念具有一定影響力。[11][12]
- 其他由宮崎英高主導開發的FromSoftware遊戲，諸如《血源詛咒》、《隻狼》與《艾爾登法環》。